# Bartłomiej Misiałowicz

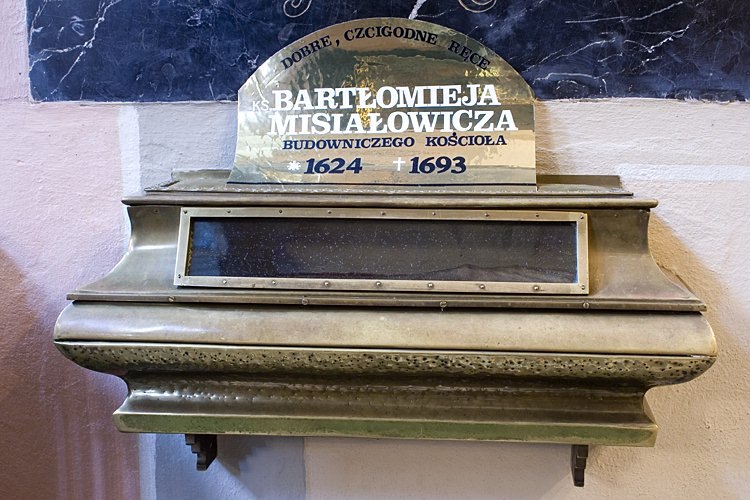
Mosiężna trumienka w brzozowskiej kolegiacie

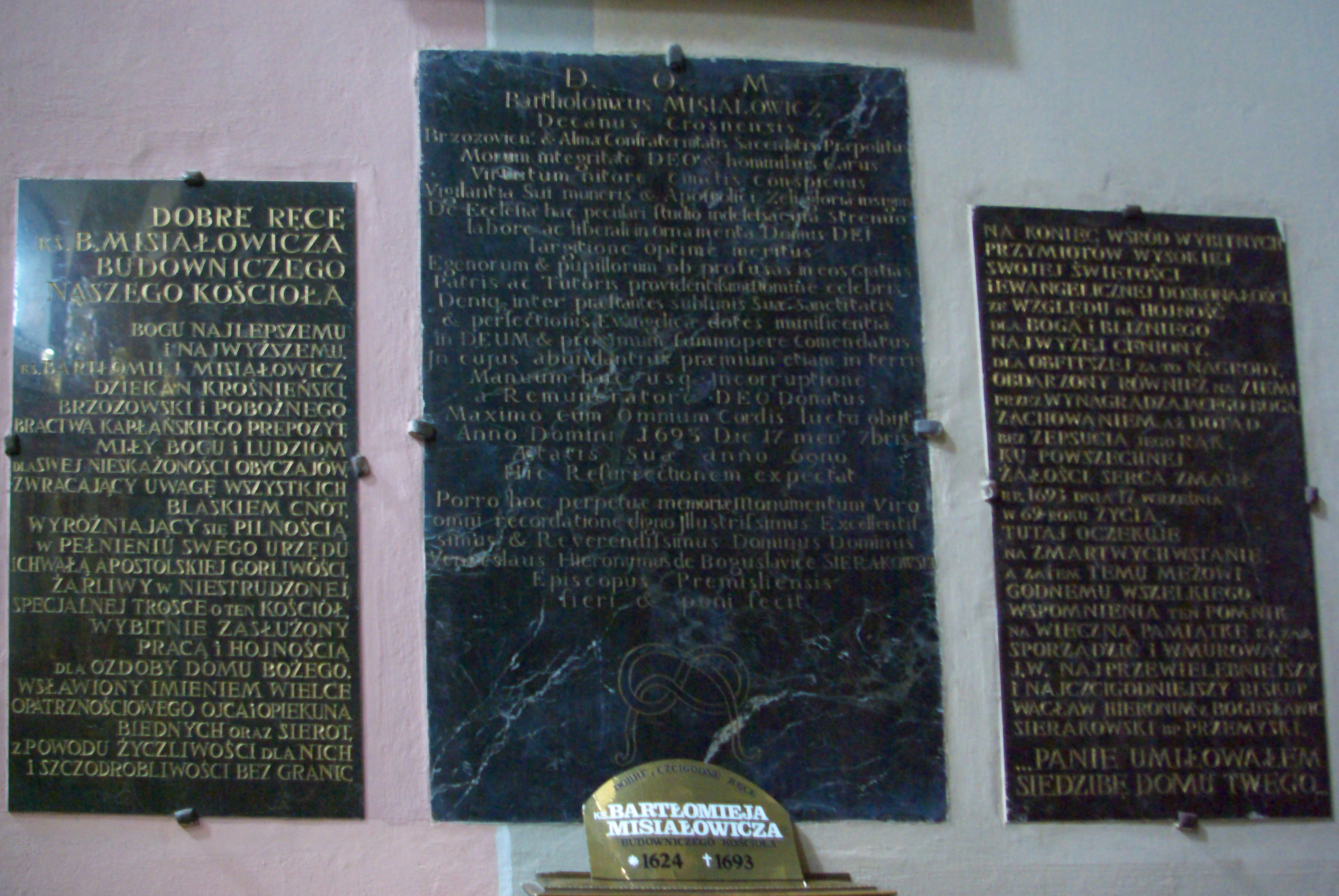
Epitafium w Brzozowie

Bartłomiej Misiałowicz (ur. 1624, zm. 17 września 1693 w Brzozowie) – polski ksiądz.

## Życiorys
Bartłomiej Misiałowicz pochodził z rodziny mieszczan brzozowskich, jako kapłan przybył do Brzozowa w około 1648 r. Po spaleniu Brzozowa po najazdach Kozaków i wojsk Rakoczego w 1657 roku pomagał biskupowi przemyskiemu, Stanisławowi Sarnowskiemu, w budowie nowego, murowanego kościoła. Po odejściu biskupa Sarnowskiego z Brzozowa na biskupstwo kujawskie do Włocławka, zostało wykonane sklepienie i wykończenie kościoła wewnątrz i zewnątrz, właśnie pod kierownictwem księdza Misiałowicza. Zasłużył się on dla parafii nie tylko dokończeniem budowy kościoła, ale i działalnością charytatywną. Dbał o wyposażenie szpitala dla ludzi niezdolnych do pracy z powodu kalectwa, choroby lub starości i zajmował się żywieniem ubogich w szpitalu. 
Według przepisanej przez niego ordynacji żywienia (wydana 6 września 1682 roku) biedni otrzymywali sztukę mięsa w niedzielę i święta, warzywa, kaszę, masło, chleb pieczony co miesiąc z pół korca żyta. Ksiądz Misiałowicz rozpoczął również budowę nowego drewnianego kościoła w Starej Wsi, gdyż stary groził zawaleniem. Zmarł 17 września 1693 roku w wieku 69 lat. Wielkim dziełem, które pozostawił jest brzozowski kościół.
Epitafium Bartłomieja Misiałowicza zostało ustanowione w kościele Przemienienia Pańskiego w Brzozowie.
Został patronem Brzozowskiego Stowarzyszenia Wzajemnej Pomocy "Solidarni w Potrzebie".

## Zachowanie się rąk księdza Misia łowicza

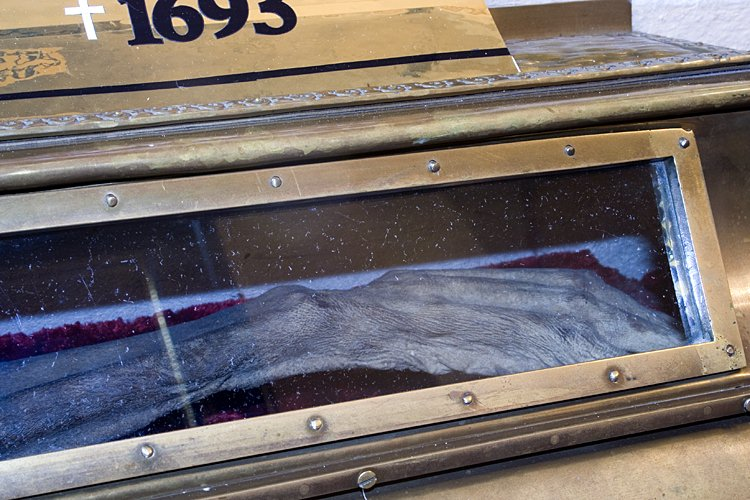
Cudownie zmumifikowane ręce ks. Misiałowicza.

Z osobą księdza Misia łowicza wiąże się niezwykłe wydarzenie. Odnalezione zostały jego ręce, choć nie są balsamowane, zachowały się po dziś dzień jakby były zmumifikowane. Do niedawna przechowywane były w małej, drewnianej trumience wyłożonej czerwonym jedwabiem, z napisem Ręce Imci X Bart. Misia łowicza niegdyś Proboszcza brzozowskiego podczas exhumacji w wielkim ołtarzu w połowie podniszczone znaleziono. W 1759 roku umieszczono w kościele marmurową tablicę z napisem łacińskim, a w 1988 roku z inicjatywy brzozowskiego prałata księdza Juliana Pudły, cudownie zachowane ręce księdza Bartłomieja umieszczono w mosiężnej trumience wmurowanej w ścianę obok wejścia na chór pod Epitafium z 1759 roku.